# 주술회전 0
《도쿄도립주술고등전문학교》(일본어: 東京都立呪術高等専門学校)는 아쿠타미 게게의 만화이다. 2017년 4월부터 7월까지 슈에이샤의 잡지 점프 GIGA에 연재되었다. 아쿠타미 게게가 2018년에 《주술회전》을 출시한 후에 이 시리즈는 《주술회전》의 공식 이전 이야기가 되었고, 2018년 12월 《주술회전 0 도쿄 도립 주술 고등전문학교》(일본어: 呪術廻戦 0 東京都立呪術高等専門学校)라는 이름의 단행본으로도 발매되었다.
2021년 12월 박성후 감독 하에 영화회되어 《극장판 주술회전 0》라는 이름으로 공개되었다.

## 영화화
이 만화의 애니메이션 각색의 첫 번째 시즌을 감독한 박성후는 원래 애니메이션의 처음 몇 에피소드에서 옷코츠 유타의 이야기를 다루고 싶었지만 이타도리 유지가 주술 세계를 소개하는 것으로 애니메이션을 시작하기로 결정했다. 애니메이션이 종영한 후, 《주술회전 0》의 애니메이션 영화 각색이 발표되었다. 애니메이션과 마찬가지로 이 영화는 MAPPA가 제작 하고 박성후가 감독을 맡았다. 배급은 도호로, 2021년 12월 24일 공개되었다.